# Polyommatus johannae
Polyommatus johannae är en fjärilsart som beskrevs av Heinrich Andres 1917. Polyommatus johannae ingår i släktet Polyommatus och familjen juvelvingar. Inga underarter finns listade i Catalogue of Life.